# Anacroneuria rondoniae
Anacroneuria rondoniae är en bäcksländeart som beskrevs av Froehlich 2002. Anacroneuria rondoniae ingår i släktet Anacroneuria och familjen jättebäcksländor. Inga underarter finns listade i Catalogue of Life.